# Distrikt Vilcabamba (Grau)
Der Distrikt Vilcabamba liegt in der Provinz Grau in der Region Apurímac im zentralen Süden von Peru. Der Distrikt wurde am 20. Februar 1941 gegründet. Er erstreckt sich über eine Fläche von 6,52 km². Beim Zensus 2017 wurden 1302 Einwohner gezählt. Im Jahr 1993 lag die Einwohnerzahl bei 1082, im Jahr 2007 bei 1213. Die Distriktverwaltung befindet sich in der 2780 m hoch gelegenen Ortschaft Vilcabamba mit 1259 Einwohnern (Stand 2017). Vilcabamba liegt 9,5 km ostnordöstlich der Provinzhauptstadt Chuquibambilla.

## Geographische Lage
Der Distrikt Vilcabamba liegt im Andenhochland am linken Flussufer des nach Norden fließenden Río Vilcabamba, oberhalb de Einmündung des Río Chuquibambilla, zentral in der Provinz Grau.
Der Distrikt Vilcabamba grenzt im Südwesten an den Distrikt Santa Rosa, im Nordwesten an den Distrikt Chuquibambilla, im Norden an den Distrikt Curpahuasi sowie im Osten an den Distrikt Micaela Bastidas.